# Уффорд, Ральф де
Ральф де Уффорд (англ. Ralph de Ufford; умер 9 апреля 1346, Килмейнем, Лейнстер, Лордство Ирландия) — английский аристократ, юстициарий Ирландии с 1344 года, муж Матильды Ланкастерской. Принадлежал к окружению короля Эдуарда III, участвовал в Столетней войне. В Ирландии подавил мятеж Мориса Фицджеральда, 1-го графа Десмонда.

## Биография
Ральф де Уффорд принадлежал к землевладельческому роду из Саффолка (Восточная Англия). Его дед Роберт в правление Эдуарда I несколько лет занимал должность юстициария Ирландии, а сын Роберта, носивший то же имя, стал в 1308 году первым бароном Уффордом. Ральф был одним из шести сыновей барона. Дата его рождения неизвестна, но старший из братьев, Роберт, ставший в 1337 году графом Саффолком, родился в 1298 году.
В 1324 году Ральф отправился в Гиень вместе с Эдмундом Кентским; там он принял участие в Войне Сен-Сардо. Вероятно, в 1335—1336 годах Уффорд участвовал в шотландской войне и, в частности, оборонял Перт. К 1337 году его посвятили в рыцари. В 1338—1340 годах сэр Ральф сопровождал короля в его походах на континенте, к сентябрю 1342 года он стал рыцарем-баннеретом и получил ежегодную ренту в 200 фунтов (годом позже она была увеличена до 300). В октябре 1342 года Уффорд снова отправился на континент — на этот раз во главе отряда, включавшего трёх рыцарей, 11 сквайров и восемь лучников.
Не позже июня 1343 года сэр Ральф женился на Матильде Ланкастерской, вдовствующей графине Ольстер. Разрешение на этот брак можно считать показателем большой благосклонности Эдуарда III по отношению к Уффорду: Матильда была троюродной сестрой короля, а её дочь, наследница обширных земель в Ирландии, была помолвлена с сыном Эдуарда Лайонелом Антверпенским. Прямым следствием женитьбы стало назначение сэра Ральфа юстициарием Ирландии. Он прибыл в Дублин в июле 1344 года с сильным отрядом в 40 латников и 200 лучников, обеспечившим ему относительную независимость от местных вассалов английской короны. Новый юстициарий сразу начал действовать жёстко: в частности, во время поездки в Манстер он заставил Мориса Фицджеральда, 1-го графа Десмонда, отказаться от двух владений, принадлежавших прежде Жилю Бэдлсмиру, 2-му барону Бэдлсмиру, а опеку над землями Ормондов, на которую претендовал всё тот же Морис Фицджеральд, передал вдовствующей графине Ормонд и её мужу Томасу Дэгуорту. Королю сэр Ральф сообщил о подавлении «возмутительных беспорядков» в Манстере и о военной победе над ирландцами Лейнстера. В 1345 году он совершил поход в Ольстер, где сверг туземного короля из династии О'Нейлов. Граф Десмонд поднял восстание, но Уффорд его разбил и занял его владения, а сенешаля мятежника, Уильяма Гранта, подверг казни через повешение, потрошение и четвертование. Граф Килдэр, который не поддержал сэра Ральфа в этой войне, был арестован, его владения были конфискованы.
В апреле 1346 года сэр Ральф умер в Килмейнеме от болезни. Его тело увезли в Англию и похоронили в аббатстве Кэмпси-Эш в Саффолке.

## Семья
Уффорд был женат на Матильде (Мод) Ланкастерской, дочери Генри, 3-го графа Ланкастера, и Матильды (Мод) Чауорт, вдове Уильяма де Бурга, 3-го графа Ольстера. В этом браке родилась только дочь, ещё одна Матильда или Мод, ставшая женой Томаса де Вера, 8-го графа Оксфорда. Она умерла в 1413 году, её единственный сын Роберт де Вер, 9-й граф Оксфорд, был фаворитом короля Ричарда II, от которого получил титул герцога Ирландии.

## Оценки личности и деятельности
В Ирландии сэр Ральф был непопулярен из-за своей прямолинейной и жёсткой политики, которая проводилась с опорой на английских военных. Дублинский хронист назвал его правление деспотическим и саркастично назвал тело юстициария, увезённое в Англию, «сокровищем, которое едва ли можно причислить к святым реликвиям». Историки констатируют, что восстание графа Десмонда стало прямым следствием действий Уффорда и что опала Десмонда и Килдэра создала в Ирландии политический вакуум. Чтобы стабилизировать ситуацию, Эдуарду III пришлось помиловать обоих графов. Позже они занимали пост юстициария.